# Palazzo Cavalli-Franchetti

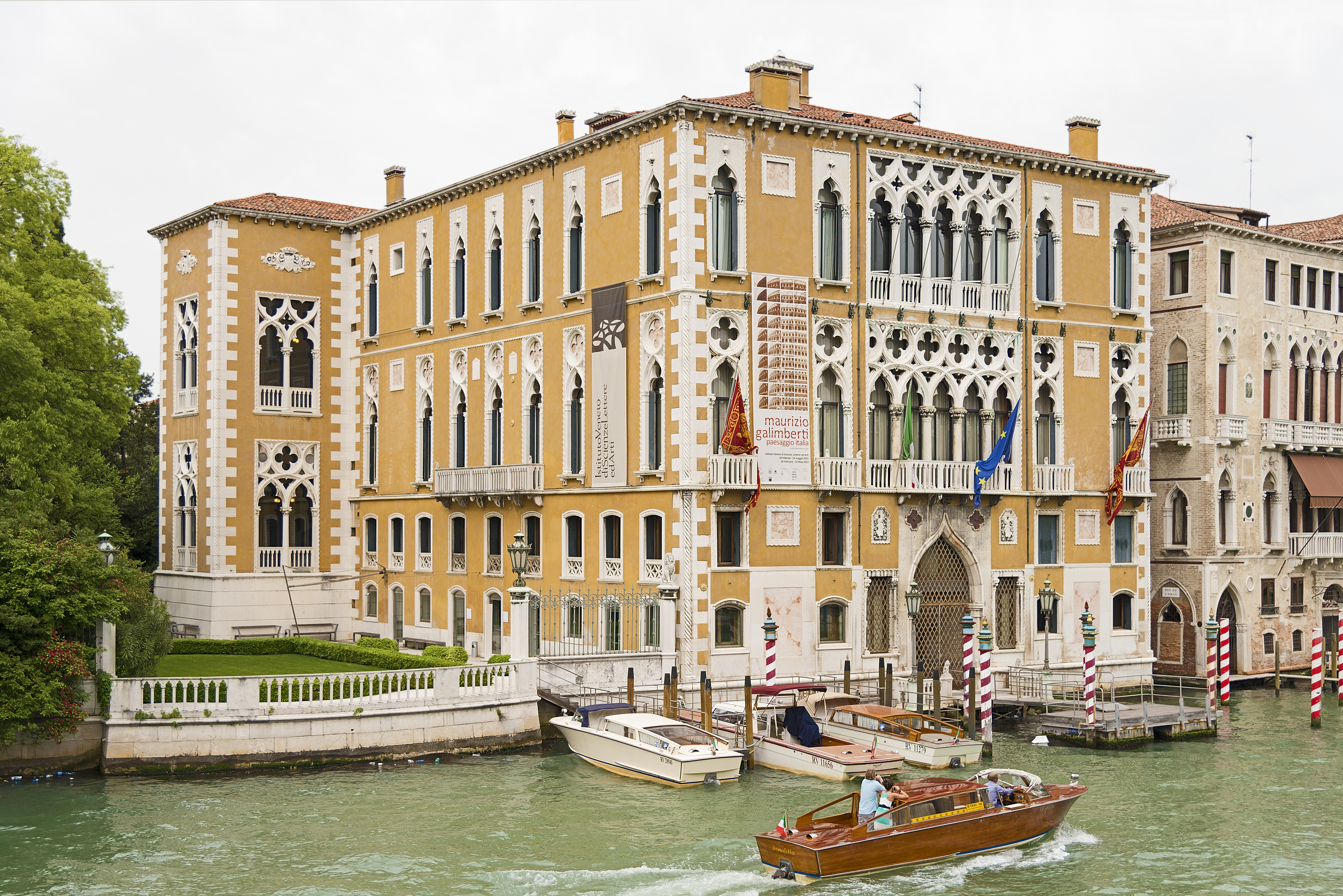
Palazzo Cavalli-Franchetti

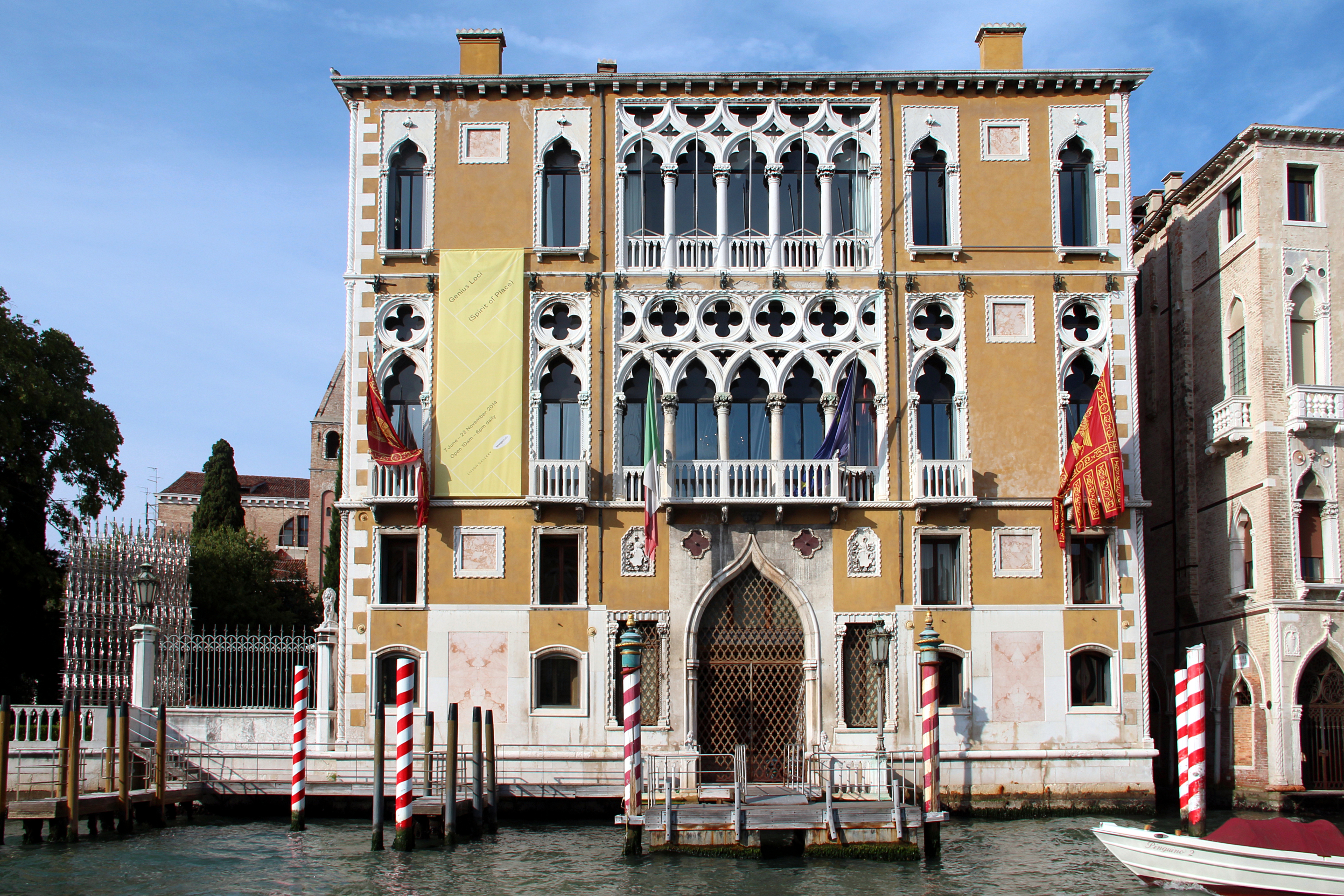
Südfassade des Palastes

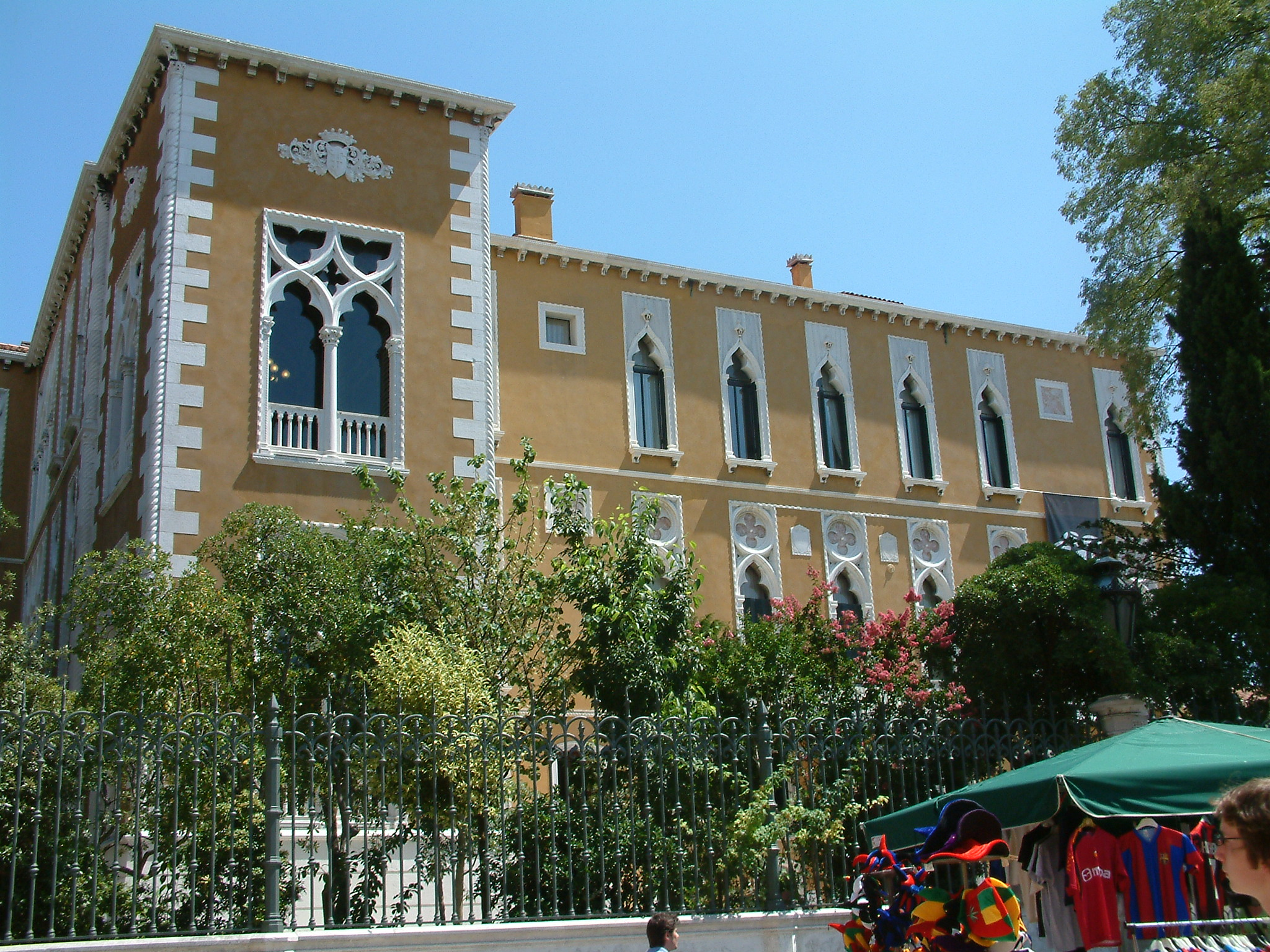
Detail Dachgeschoss

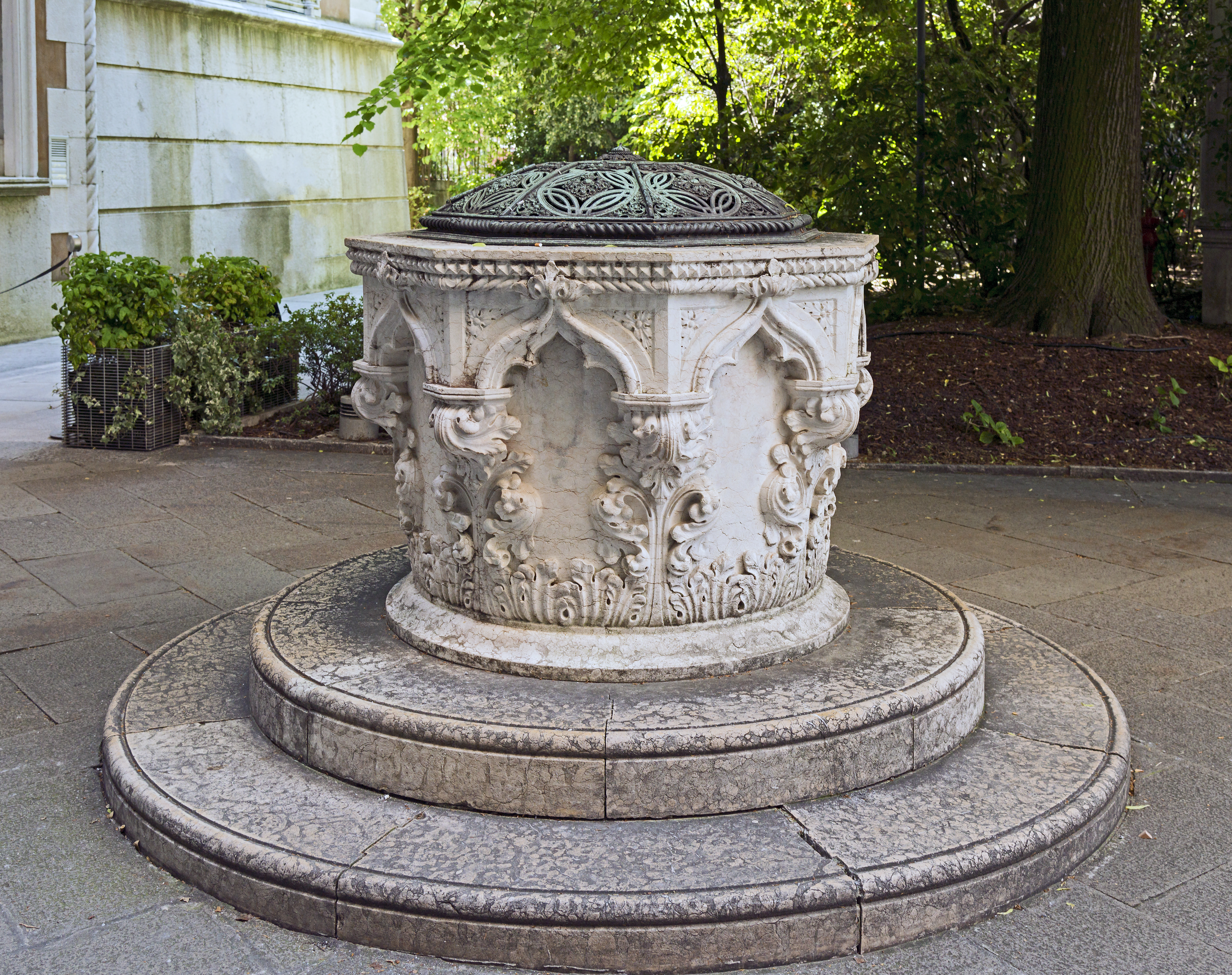
Brunnen im Hof

Der  Cavalli-Franchettipalast (ital.: Palazzo Cavalli Franchetti, meistens nur Palazzo Franchetti) in Venedig wurde im 16. Jahrhundert errichtet und besonders im 19. Jahrhundert neugotisch umgebaut. Er steht am Canal Grande in der Nähe des Ponte dell’Accademia im Sestiere San Marco. Nur durch einen schmalen Rio getrennt liegen kanalabwärts der Palazzo Barbaro a San Vidal und auf der Rückseite der Platz Santo Stefano.

## Geschichte
1565 errichtet, ging der damalige Palazzo Cavalli-Gussoni 1840 in den Besitz von Erzherzog Friedrich Ferdinand (1821–1847) über. 1847 erwarb ihn Herzog Henri de Chambord und 1878 Baron Raimondo Franchetti (1829–1905), verheiratet mit Sarah Luisa de Rothschild (1834–1924), einer Tochter von Anselm Rothschild aus Wien. Baron Franchetti ließ den Palast 1896 von dem Architekten Camillo Boito umbauen, der den rückwärtigen Trakt des Gebäudes und den Stiegenaufgang neugotisch ausführte. Schließlich gelangte das Anwesen 1922 an die Bank Istituto Federale di Credito.
Seit 1999 ist der Palast neben dem Palazzo Loredan ein weiterer Sitz der venezianischen Wissenschafts- und Kultureinrichtung Istituto Veneto di Scienze, Lettere ed Arti. Im Dezember 2003 wurde dort zudem das Europäische WHO-Büro für Investition für Gesundheit und Entwicklung eröffnet.